# Irreguläre Galaxie

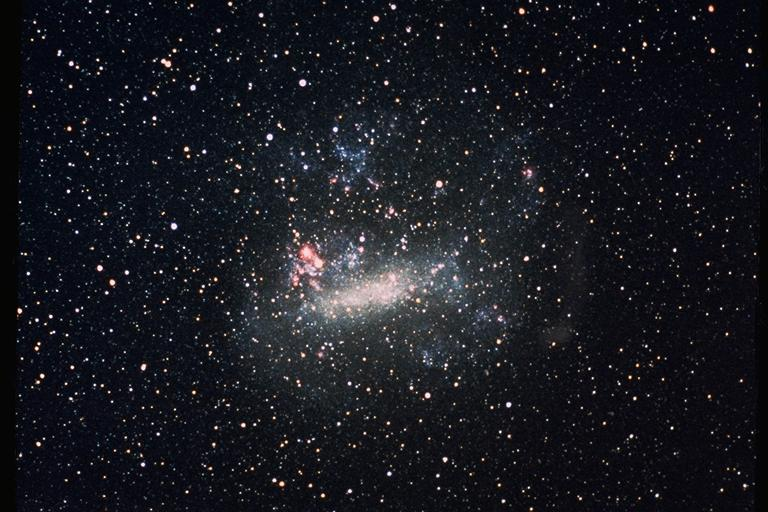
Große Magellansche Wolke

Irreguläre Galaxien sind unregelmäßige Galaxien. Sie haben weder klare Strukturen noch Symmetrien:
- keine ausgezeichnete Symmetrieebene
- entsprechend fehlen Spiralarme wie bei den Spiralgalaxien.
- Sie weisen auch keine elliptische Form wie elliptische Galaxien auf.
- Auch fehlt ihnen ein Galaxiekern.

Irreguläre Galaxien haben stattdessen mehrere, unregelmäßig verteilte kleinere Verdichtungen. Sie lassen sich daher nicht in die Hubble-Sequenz einreihen, sondern bilden eine Sonderklasse, die mit Ir oder Irr (englisch) abgekürzt wird. Die bekanntesten Vertreter dieser Art sind die beiden Magellanschen Wolken.

## Eigenschaften
Irreguläre Galaxien besitzen sehr viel weniger Masse (zwischen 700 Mio. und 130 Mrd. Sonnenmassen) und ein deutlich geringeres Gravitationsfeld als reguläre Galaxien, außerdem sind sie im Mittel leuchtschwächer. Irreguläre Galaxien machen etwa 4 Prozent aller Galaxien aus.
Irreguläre Galaxien enthalten viel Gas und Staub und junge Sterne, die sehr unregelmäßig verteilt sind. Die meisten älteren Sterne sind häufig in einer regelmäßigeren, abgeplatteten Struktur verteilt und rotieren wie in Spiralgalaxien.

## Entstehung

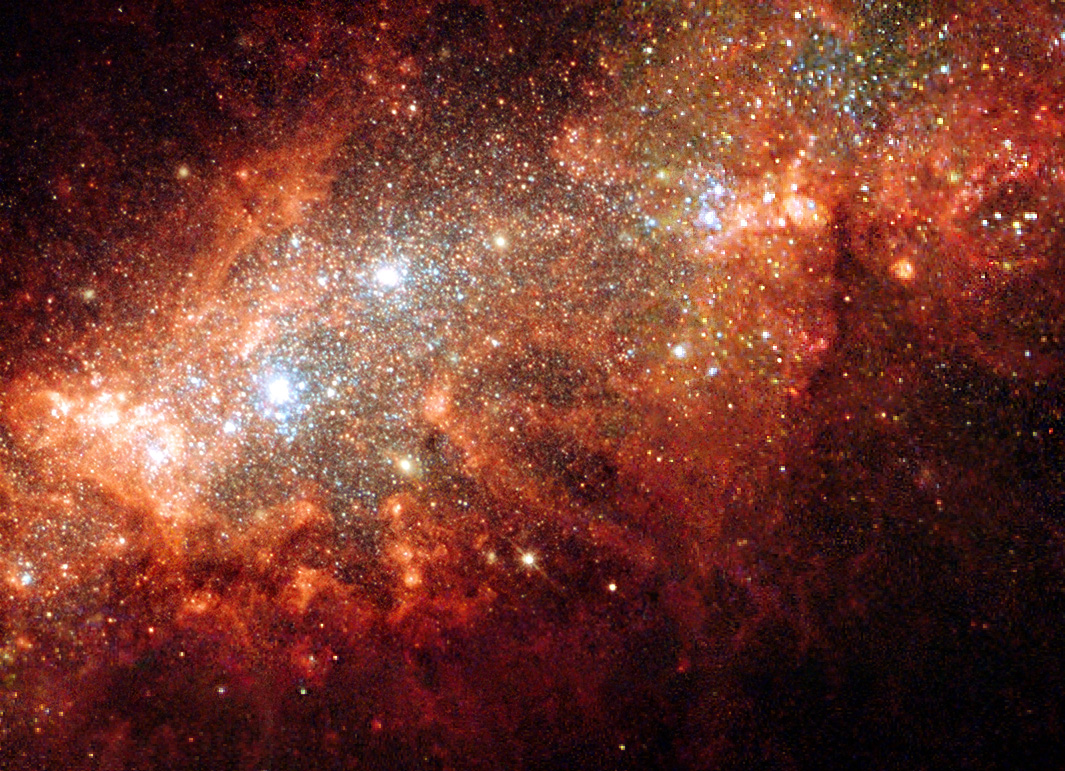
NGC 1569, eine irreguläre Zwerggalaxie mit heftigen Starbursts

Grundsätzlich sind mehrere unterschiedliche Entstehungsszenarien bekannt/vorstellbar:
- Primordiales Gas fällt in einen relativ flachen, von Dunkler Materie geschaffenen gravitativen Potentialtopf und bildet verteilte erste chaotische kleine Sternentstehungsgebiete (Blue compact dwarf galaxies: blaue kompakte Zwerggalaxien).
- Reguläre Galaxien in Galaxienhaufen werden durch die Gezeitenkräfte größerer Galaxien verformt.
- Zwei kleinere Galaxien verschmelzen.
- Durch eine extreme lokale Sternentstehungsphase innerhalb einer Galaxie wird die zuvor reguläre Struktur stark verformt.